# Утежанов, Мажлис Муханбетжанович
Мажли́с Муханбетжа́нович Утежа́нов (каз. Мәжіліс Мұханбетжанұлы Өтежанов, 6 сентября 1935, Алтынжар — 30 января 1998, Астрахань) — советский и российский казахский поэт и журналист, первый редактор газеты «Ак Арна», основанной в 1991 году. Член Союза журналистов России и Союза писателей Казахстана, Заслуженный работник культуры Российской Федерации.

## Биография
Родился в казахской семье в селе Алтынжар в Володарском районе Астраханской области, где провёл годы детства и юности. Начал писать стихи о красоте родного края и жизни простых тружеников ещё в школьные годы. После школы был рабочим, работал бухгалтером в сельском совете, затем трудился в сельском доме культуры, был секретарём местной комсомольской организации. Затем был избран председателем сельсовета.
Когда в Алтынжар приехал известный казахский писатель Сабит Муканов, в селе был организован торжественный приём, на котором присутствовал и Мажлис Утежанов. С разрешения почётного гостя он прочёл свои стихи, которые Муканов высоко оценил и попросил записать их для него. Он обещал Утежанову помочь с поступлением в Казахский государственный университет имени С. М. Кирова и сдержал своё слово. В скором времени для получения университетского образования Утежанов переехал в Алматы, где поступил на факультет журналистики.
После окончания университета вернулся на малую родину, писал для районной газеты «Заря Каспия», до сих пор издаваемой в Володарском, позднее был назначен её главным редактором. Утежанов также стал одним из организаторов и редакторов областного радиовещания на казахском языке.
В августе 1990 года решением президиума Астраханского областного Совета народных депутатов было учреждено еженедельное издание «Астраханские известия». В октябре того же года руководство областного общества казахской культуры «Жолдастык» обратилось к председателю Совета И. Н. Дьякову с просьбой о выпуске газеты на казахском языке в виде приложения к этому изданию. В июне 1991 года эта просьба была удовлетворена. Спустя несколько месяцев казахоязычное приложение «Астраханских известий», первоначально выходившее под заглавием «Жолдастык» (каз. Жолдастық — «Товарищество»), было переформировано в самостоятельную газету, получившую название «Ак арна» (каз. Ақ арна — «Светлые истоки»). В этом же решении принята к сведению информация Астраханского горисполкома о выделении двух квартир для редакторов телевидения и газеты. Мажлис Утежанов был главным редактором издания со дня его основания и до своей смерти зимой 1998 года.
Утежанов считал важнейшими профессиями врачей и учителей, и все его многочисленные потомки выбрали именно эти пути. Двое его детей, Эркин и Айжан, живут и работают в крупнейшем городе Казахстана — Алматы, остальные — в его родном селе Алтынжар.

## Память
- В октябре 1999 года по распоряжению главы администрации региона в Астраханской области прошли Дни казахской культуры, посвящённые творчеству Мажлиса Утежанова[4].
- Жизни и творчеству Мажлиса Утежанова посвящена глава вышедшей в 2000 году книги «Астраханские казахи: история и современность. К 10-летию Астраханского областного общества казахских культуры и языка „Жолдастык“» под редакцией Г. Д. Урастаевой.
- В 2010 году в память о поэте Администрацией Володарского района и Астраханским региональным отделением Союза писателей России была учреждена Литературная премия имени Мажлиса Утежанова. Первым лауреатом премии стал астраханский поэт, писатель и переводчик Ю. Н. Щербаков[5].
- В том же году в 75-ю годовщину со дня рождения Утежанова в Алтынжаре прошёл день памяти поэта, где выступали его коллеги и родственники, сотрудники администрации района и сельсовета. В этот день на доме поэта была установлена мемориальная табличка[6]. Вечера памяти Утежанова проходили в Музее Курмангазы в Алтынжаре и в последующие годы[7].
- В 2015 году имя Мажлиса Утежанова было присвоено общеобразовательной школе села Сизый Бугор Володарского района[8].
- Имя Утежанова носит одна из улиц его родного села Алтынжар[9].